# Херкеладзе, Нико Придонович
Нико Придонович Херкеладзе — ивреиско-грузинский художник

## Биография
Родился 17 августа 1953 года в посёлке Ахалгори.
В 1977 году окончил Тбилисскую Академию Художественного искусства.
С 1981 года — член Союза Художников СССР.
С 1984 года — член Международного Фонда художников.
С 2003 года — профессор Академии Художественного искусства.
С 2003 года — академик Научной Академии «Фазиси».

## Участие в выставках
- 1977 — 78 Всесоюзная выставка работ высших художественных заведений, Вильнюс
- 1980 — Всесоюзная выставка творческих аспирантов при высших художественных заведениях, Москва.
- 1977—1985 — принимал участие в Республиканских выставках (Грузинская ССР).
- 1980 — Всесоюзная выставка г. Москва
- 1980 — Выставка в Чехословакии
- 1980 — Выставка в Румынии
- 1981 — Выставка в Германии
- 1981—1982 — Выставка в Италии
- 1982 — Выставка в Японии
- 1985 — Всесоюзная выставка (Москва)
- 1996 — Выставка во Франции (Дижон)

## Персональные выставки
- 1977 — Дом работников Творчества (Тбилиси)
- 1981 — Дом Художников (Тбилиси)
- 1987 — Зал культуры и взаимоотношений с зарубежными странами (Тбилиси)
- 1991 — Тбилисская Академия Художественного искусства
- 2004 — резиденция ООН в Тбилиси.
- 2010 — Лувр, Париж[1].